# Square Colbert (Reims)
Ne doit pas être confondu avec le square Colbert de Paris
Le square Colbert est un square situé dans le centre-ville de Reims, en France. D'une superficie de 1,1 ha, il longe le boulevard du Général-Leclerc, au centre des promenades de Reims,. Il est organisé autour d'une statue monumentale de Jean-Baptiste Colbert, ministre de Louis XIV.

## Historique

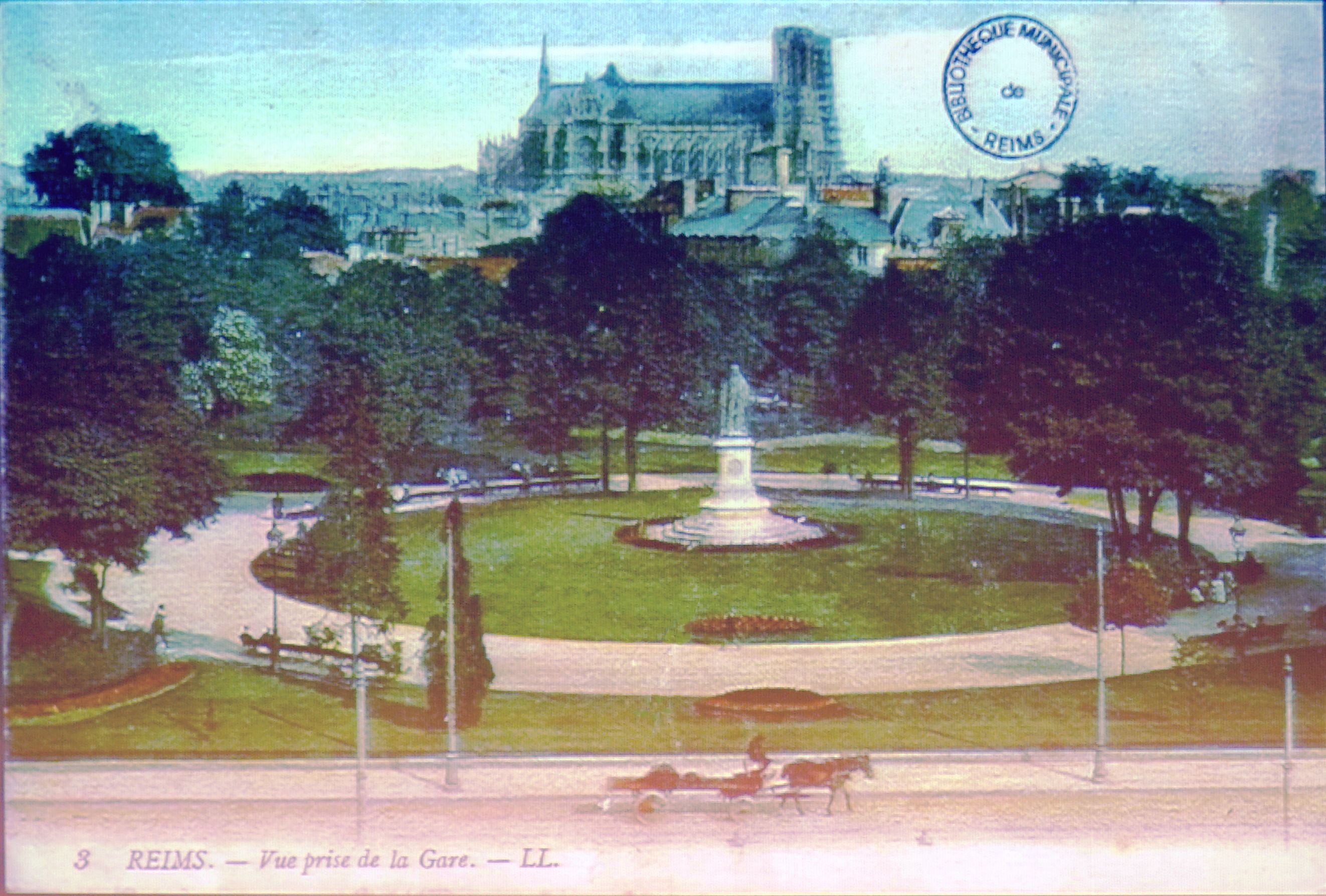
Le square Colbert sur une carte postale en 1910, avec la cathédrale Notre-Dame à l'arrière-plan.

Percé en 1828, le square est aménagé et baptisé en 1860, alors que la gare est en cours de construction,. Il se trouve à l'emplacement de l'ancienne place du Boulingrin Central, créée en 1730.
En 1904, un bâtiment est construit entre le boulevard Louis-Roederer et le square Colbert pour accueillir les bureaux des chemins de fer de la Banlieue de Reims (C.B.R.). Il est détruit entre 1921 et 1934.
En 1919, une horlogerie de la rue Colbert détruite par la guerre s'installe provisoirement aux Basses Promenades.
En 1945, on suggère de remplacer la statue de Colbert par le monument aux Martyrs de la Résistance. Cette proposition n'est pas acceptée.
Le square est rénové de fin 2018 à la mi-2019 : la statue est rénovée, le périmètre du square dégagé et les allées redimensionnées et équipées d'un banc circulaire de 190 m. Le square sera aussi réaménagé en 2020.

## Flore
Avec plus de 25 000 plantes, le square Colbert est le jardin le plus fleuri de la ville.